# ФК Карађорђе Вучић
ФК Карађорђе је фудбалски клуб из Вучића. Тренутно игра у Међуопштинској лиги група „Југ“ у којој наступају клубови из Кнића, Раче и Баточине, шестом такмичарском нивоу српског фудбала. Клуб је један је од најстаријих клубова у Општини Рача